# 群青 (小説)
『群青』（ぐんじょう）は、日本映画。中川陽介の脚本をもとに宮木あや子が小説化している。

## 映画
『群青 愛が沈んだ海の色』（ぐんじょう あいがしずんだうみのいろ）というタイトルで2009年に6月27日に公開された。主演は長澤まさみ。撮影は2008年7月に沖縄県渡名喜島で行われた。

### キャスト
- 仲村凉子：長澤まさみ
- 比嘉大介：福士誠治
- 上原一也：良知真次
- 上原和恵：洞口依子
- 宮城守：玉城満
- 比嘉俊介：今井清隆
- 比嘉瑛子：宮地雅子
- 仲村由起子：田中美里
- 仲村龍二：佐々木蔵之介

### スタッフ
- 監督：中川陽介
- プロデューサー：山田英久、山下暉人、橋本直樹
- アソシエイトプロデューサー：三輪由美子
- ノベライズ：宮木あや子
- 脚本：中川陽介、板倉真琴、渋谷悠
- 撮影：柳田裕男
- 美術：花谷秀文
- 衣裳：沢柳陽子
- 編集：森下博昭
- 音楽：沢田穣治
- 主題歌：畠山美由紀「星が咲いたよ」
- スタイリスト：安野ともこ
- ヘアメイク：小林博美
- ラインプロデューサー：森太郎
- 音響効果：勝俣まさとし
- 照明：宮尾康史
- 装飾：谷田祥紀
- 録音：岡本立洋
- 助監督：橋本光二郎
- 制作担当：関浩紀
- 配給：20世紀FOX映画
- 製作：「群青」製作委員会（バンダイビジュアル、東宝、エキスプレス、オーシーシー、小学館、テレビ東京、ワイズコーポレーション、ウィルコ、ジェー・ピー、沖縄タイムス社）